# Лесная улица (Ижевск)
Лесна́я у́лица — улица в Ленинском районе города Ижевск. Проходит с севера на юг, от Нагорной до Южной улицы.
Нумерация домов ведётся с севера, от Нагорной улицы.

## Описание
Улица существует с 1925 года. Современное название получила по решению исполкома ижевского горсовета 3 июня 1927 года. Происхождение названия остаётся неясным.
Лесная улица расположена на юго-западе Ижевска, в Ленинском административном районе города, между улицами Кирпичной и Татарской. Проходит в жилых районах Нагорный и Юго-Западный с севера на юг, в конце делает поворот на юго-запад.
Улица начинается на Т-образном перекрёстке с Нагорной улицей, от южной стороны автокооператива «Энергия». В Нагорном жилом районе пересекает Областную и Автономную улицы. После перекрёстка с Колхозной улицей входит в Юго-Западный жилой район, где пересекает улицы Инструментальная, Депутатская, Парашютная и Ангарная. Заканчивается на Т-образном перекрёстке с Южной улицей.
С восточной (нечётной) стороны к улице примыкает 2-й Лесной переулок.
На всём протяжении имеет частную жилую застройку. Дома улицы обслуживают городские отделения связи № 19 и 23.

## Транспорт
- к началу улицы — трамвай № 5, автобус № 7, 73, маршрутное такси № 71 (ост. Ул. Кирпичная)
- к середине улицы — автобус № 73 (ост. Ул. Депутатская, Ул. Автономная)
- к концу улицы — автобус № 9, 11, 73 (ост. Ул. Парашютная, Ул. Ангарная)